# Barda (film)
Barda är en turkisk skräckfilm från 2007 regisserad av Serdat Akar.

## Handling
En grupp av unga vänner mellan 18 och 25 år bestämmer sig för att gå till en bar under natten. De stöter på ett band med rövare som torterar, våldtar och mördar dem. 

## Rollista
- Nejat İşler – Egzozcu Selim
- Hakan Boyav – Patlak Osman
- Serdar Orçin – 45
- Erdal Beşikçioğlu – Nasır
- Volga Sorgu – Çırak
- Doğu Alpan – Nail
- Burak Altay – TGG
- Melis Birkan – Nil
- Nergis Öztürk – Evgi
- Sezen Aray – Pelin
- Meltem Parlak – Aynur
- Şamil Kafkas – Aliş
- Salih Bademci – Cenk
- Sarp Aydınoğlu – Barbo
- Eray Özbal – Savcı